# Llista d'isòmers de l'undecà
Això és la llista dels 159 isòmers de l'undecà.

## Cadena recta
- Undecà

## Decà
- 2-metildecà
- 3-metildecà
- 4-metildecà
- 5-metildecà

## Nonà

### Etil
- 3-etilnonà
- 4-etilnonà
- 5-etilnonà

### Dimetil
| - 2,2-dimetilnonà - 2,3-dimetilnonà - 2,4-dimetilnonà - 2,5-dimetilnonà - 2,6-dimetilnonà - 2,7-dimetilnonà - 2,8-dimetilnonà - 3,3-dimetilnonà | - 3,4-dimetilnonà - 3,5-dimetilnonà - 3,6-dimetilnonà - 3,7-dimetilnonà - 4,4-dimetilnonà - 4,5-dimetilnonà - 4,6-dimetilnonà - 5,5-dimetilnonà |

## Octà

### Propil
- 4-propiloctà
- 4-(1-metil etil)octà o 4-isopropiloctà

### Etil+metil
| - 3-etil-2-metiloctà - 3-etil-3-metiloctà - 3-etil-4-metiloctà - 3-etil-5-metiloctà - 3-etil-6-metiloctà - 4-etil-2-metiloctà - 4-etil-3-metiloctà - 4-etil-4-metiloctà | - 4-etil-5-metiloctà - 5-etil-2-metiloctà - 5-etil-3-metiloctà - 6-etil-2-metiloctà |

### Trimetil
| - 2,2,3-trimetiloctà - 2,2,4-trimetiloctà - 2,2,5-trimetiloctà - 2,2,6-trimetiloctà - 2,2,7-trimetiloctà - 2,3,3-trimetiloctà - 2,3,4-trimetiloctà - 2,3,5-trimetiloctà | - 2,3,6-trimetiloctà - 2,3,7-trimetiloctà - 2,4,4-trimetiloctà - 2,4,5-trimetiloctà - 2,4,6-trimetiloctà - 2,4,7-trimetiloctà - 2,5,5-trimetiloctà - 2,5,6-trimetiloctà | - 2,6,6-trimetiloctà - 3,3,4-trimetiloctà - 3,3,5-trimetiloctà - 3,3,6-trimetiloctà - 3,4,4-trimetiloctà - 3,4,5-trimetiloctà - 3,4,6-trimetiloctà - 3,5,5-trimetiloctà | - 4,4,5-trimetiloctà |

## Heptà

### Dietil
- 3,3-dietilheptà
- 3,4-dietilheptà
- 3,5-dietilheptà
- 4,4-dietilheptà

### Etil+metil
| - 3-etil-2,2-dimetilheptà - 3-etil-2,3-dimetilheptà - 3-etil-2,4-dimetilheptà - 3-etil-2,5-dimetilheptà - 3-etil-2,6-dimetilheptà - 3-etil-3,4-dimetilheptà - 3-etil-3,5-dimetilheptà - 3-etil-4,4-dimetilheptà | - 3-etil-4,5-dimetilheptà - 4-etil-2,2-dimetilheptà - 4-etil-2,3-dimetilheptà - 4-etil-2,4-dimetilheptà - 4-etil-2,5-dimetilheptà - 4-etil-2,6-dimetilheptà - 4-etil-3,3-dimetilheptà - 4-etil-3,4-dimetilheptà | - 4-etil-3,5-dimetilheptà - 5-etil-2,2-dimetilheptà - 5-etil-2,3-dimetilheptà - 5-etil-2,4-dimetilheptà - 5-etil-2,5-dimetilheptà - 5-etil-3,2-dimetilheptà |

### Tetrametil
| - 2,2,3,3-tetrametilheptà - 2,2,3,4-tetrametilheptà - 2,2,3,5-tetrametilheptà - 2,2,3,6-tetrametilheptà - 2,2,4,4-tetrametilheptà - 2,2,4,5-tetrametilheptà - 2,2,4,6-tetrametilheptà - 2,2,5,5-tetrametilheptà | - 2,2,5,6-tetrametilheptà - 2,3,3,4-tetrametilheptà - 2,3,3,5-tetrametilheptà - 2,3,3,6-tetrametilheptà - 2,3,4,4-tetrametilheptà - 2,3,4,5-tetrametilheptà - 2,3,4,6-tetrametilheptà - 2,3,5,5-tetrametilheptà | - 2,3,5,6-tetrametilheptà - 2,4,4,5-tetrametilheptà - 2,4,4,6-tetrametilheptà - 2,4,5,5-tetrametilheptà - 3,3,4,4-tetrametilheptà - 3,3,4,5-tetrametilheptà - 3,3,5,5-tetrametilheptà - 3,4,4,5-tetrametilheptà |

### Metil+Propil
| - 2-metil-4-propilheptà - 3-metil-4-propilheptà - 4-metil-4-propilheptà - 2-metil-3-(1-metiletil)heptà - 2-metil-4-(1-metiletil)heptà - 3-metil-4-(1-metiletil)heptà - 4-metil-4-(1-metiletil)heptà |

### terc-butil
- 4-(1,1-dimetiletil)heptà o 4-terc-butilheptà

## Hexà

### Pentamethyl
- 2,2,3,3,4-pentametilhexà
- 2,2,3,3,5-pentametilhexà
- 2,2,3,4,4-pentametilhexà
- 2,2,3,4,5-pentametilhexà
- 2,2,3,5,5-pentametilhexà
- 2,2,4,4,5-pentametilhexà
- 2,3,3,4,4-pentametilhexà
- 2,3,3,4,5-pentametilhexà

### Etil+Trimetil
| - 3-etil-2,2,3-trimetilhexà - 3-etil-2,2,4-trimetilhexà - 3-etil-2,2,5-trimetilhexà - 3-etil-2,3,4-trimetilhexà - 3-etil-2,3,5-trimetilhexà - 3-etil-2,4,4-trimetilhexà - 3-etil-2,4,5-trimetilhexà - 3-etil-3,4,4-trimetilhexà | - 4-etil-2,2,3-trimetilhexà - 4-etil-2,2,4-trimetilhexà - 4-etil-2,2,5-trimetilhexà - 4-etil-2,3,3-trimetilhexà - 4-etil-2,3,4-trimetilhexà |

### Dietil+Metil
- 3,3-dietil-2-metilhexà
- 3,3-dietil-4-metilhexà
- 3,4-dietil-2-metilhexà
- 3,4-dietil-3-metilhexà
- 4,4-dietil-2-metilhexà

### Dimetil+Propil
- 2,2-dimetil-3-(1-metiletil)hexà
- 2,3-dimetil-3-(1-metiletil)hexà
- 2,4-dimetil-3-(1-metiletil)hexà
- 2,5-dimetil-3-(1-metiletil)hexà

## Pentane

### Hexametil
- 2,2,3,3,4,4-hexametilpentà

### Etil+Tetrametil
- 3-etil-2,2,3,4-tetrametilpentà
- 3-etil-2,2,4,4-tetrametilpentà

### Dietil+Dimetil
- 3,3-dietil-2,2-dimetilpentà
- 3,3-dietil-2,4-dimetilpentà

### Trimetil+Propil
- 2,2,4-trimetil-3-(1-metiletil)pentà
- 2,3,4-trimetil-3-(1-metiletil)pentà